# روسینین
عصر روسینین (به انگلیسی: Ruscinian) دوره‌ای از زمان زمین‌شناسی (۵٫۳–۳٫۴ Ma) در پلیوسن است که به‌طور خاص در دوران پستانداران سرزمینی اروپا استفاده می‌شود. پیش از عصر ویلانی و پیرو عصر تورولین است. روسین با دوران اولیه پیاسنزین و زانکلین همپوشانی دارد.